# Аксельрод, Александр Ефремович
Алекса́ндр Ефре́мович (Ефи́мович) Аксельро́д (при рождении Александр Ефроимович Аксельрод; 1879, Одесса — 1954) — советский государственный деятель, дипломат, участник революционного движения в России, финансист, редактор.

## Биография
Родился в Одессе в семье одесского мещанина, приказчика. Одесский мещанин. Учился в коммерческом училище Фроима (Ефроима) Янкелевича Аксельрода и его жены Розы, по профессии — финансист. У него были брат Абрам (1886) и сёстры Рахиль (1871—1885), Дина (1975), Ольга (1890) и Цецилия (1894). В 1899 году отец владел магазином галантереи и тканей в доходном доме Бармоса на Александровском проспекте. С 1886 года служил в банках, некоторое время руководил банком Одессы.
С юношеских лет участвовал в революционном движении. Член РСДРП с 1901 года. В 1905 году — член Одесского комитета РСДРП. В 1904—1905 годах через Аксельрода шла переписка В. И. Ленина с Одесским комитетом РСДРП. В 1905—1909 годах находился в ссылке в Вологде; был членом Вологодской группы РСДРП, одним из организаторов и пропагандистов социал-демократического кружка в Вологодских железнодорожных мастерских. С 1912 года — в Петербургской организации РСДРП, работал в Русском для внешней торговли банке (в 1917 году — доверенный отделения банка). Принимал участие в проведении выборной кампании, а затем в работе фракции РСДРП Государственной думы Российской империи IV созыва. Сотрудничал с газетой «Правда», в 1914 году был введён в ревизионную комиссию газеты.
В дни Февральской революции вместе с рабочими Рождественского трамвайного парка участвовал в вооруженной борьбе на улицах Петрограда. После Февральской революции — организатор и секретарь Рождественского райкома РСДРП(б), член Петроградского комитета РСДРП(б). Избирался делегатом I, II и III Петроградской городской конференции РСДРП(б). Активный участник Октябрьского вооруженного восстания в Петрограде, был одним из организаторов Красной гвардии в Рождественском районе, обеспечивал охрану Ленина в период проживания его на квартире В. Д. Бонч-Бруевича (Херсонская улица, дом 5).
В 1917 году — комиссар Петроградского военно-революционного комитета по Министерству финансов. В 1917—1918 годах — помощник, заместитель народного комиссара по финансам РСФСР,  член коллегии Наодного комиссариата финансов РСФСР, в ноябре 1917 года исполнял обязанности народного комиссара по финансам РСФСР. Член коллегии Малого Совнаркома РСФСР. Входил в управление Народного банка РСФСР, комиссар Московской конторы Народного банка РСФСР (1918—1919).
В 1919—1920 годах — полномочный представитель РСФСР в Бухарском эмирате (по другим сведениям — временно исполняющий обязанности полномочного представителя). С 26 августа 1920 по 1 марта 1921 года — полномочный представитель РСФСР в Литве. Был отозван в Москву и исключён Центральной контрольной комиссией из рядов РКП(б) на один год.
В 1921—1922 годах — заместитель главного редактора журнала «Народное хозяйство».
В 1922—1923 годах — член биржевого комитета Центральной товарной биржи ВСНХ и Центросоюза.
В 1923—1926 годах — кандидат в члены правления, член правления Торгово-промышленного банка СССР. Член фондового отдела и арбитражной комиссии Московской биржи (1923—1924). Входил в состав совета АО «Межрабпом-Русь».
В 1926—1928 годах — заместитель председателя правления Главного хлопкового комитета ВСНХ СССР. Входил в состав правления АО «Советская энциклопедия» (1927). Заместитель председателя правления издательства научно-технического управления ВСНХ СССР, ответственный редактор журнала «Хлопковое дело» (1928—1929).
В 1925—1927 годах входил в состав президиума Совета съездов Государственной промышленности и торговли СССР, в 1926—1928 годах — в состав президиума Совета по делам местной торговли при Президиуме ВСНХ СССР.
В 1930 году — заместитель председателя Московского Совнархоза. В 1930—1931 годах — председатель Госстраха СССР. Затем работал государственным арбитром Государственного арбитража при Мособлисполкоме. С 1936 года — начальник финансово-коммерческого управления Государственного Всесоюзного треста «Техника безопасности» НКТП СССР. В период Великой Отечественной войны работал помощником начальника главного управления Наркомстроя СССР.
С 1928 года состоял в Московском отделении Всесоюзного общества старых большевиков.
Умер в 1954 году. Урна с прахом захоронена в колумбарии Новодевичьего кладбища.

### Семья
- 13 августа 1906 года в Одессе заключил брак с Сорой-Гутель Рафаиловной Грушкиной (1883—?), дочерью вилькомирского мещанина[46]
- вторая жена — Луиза Давыдовна Аксельрод (1896—1967)[47].

## Награды
- Орден «Знак Почёта» (16 сентября 1945)[43]